# Grottazzolina
Grottazzolina – miejscowość i gmina we Włoszech, w regionie Marche, w prowincji Fermo.
Według danych na styczeń 2009 gminę zamieszkiwały 3342 osoby przy gęstości zaludnienia 361,3 os./1 km².